# Afsluitdijk

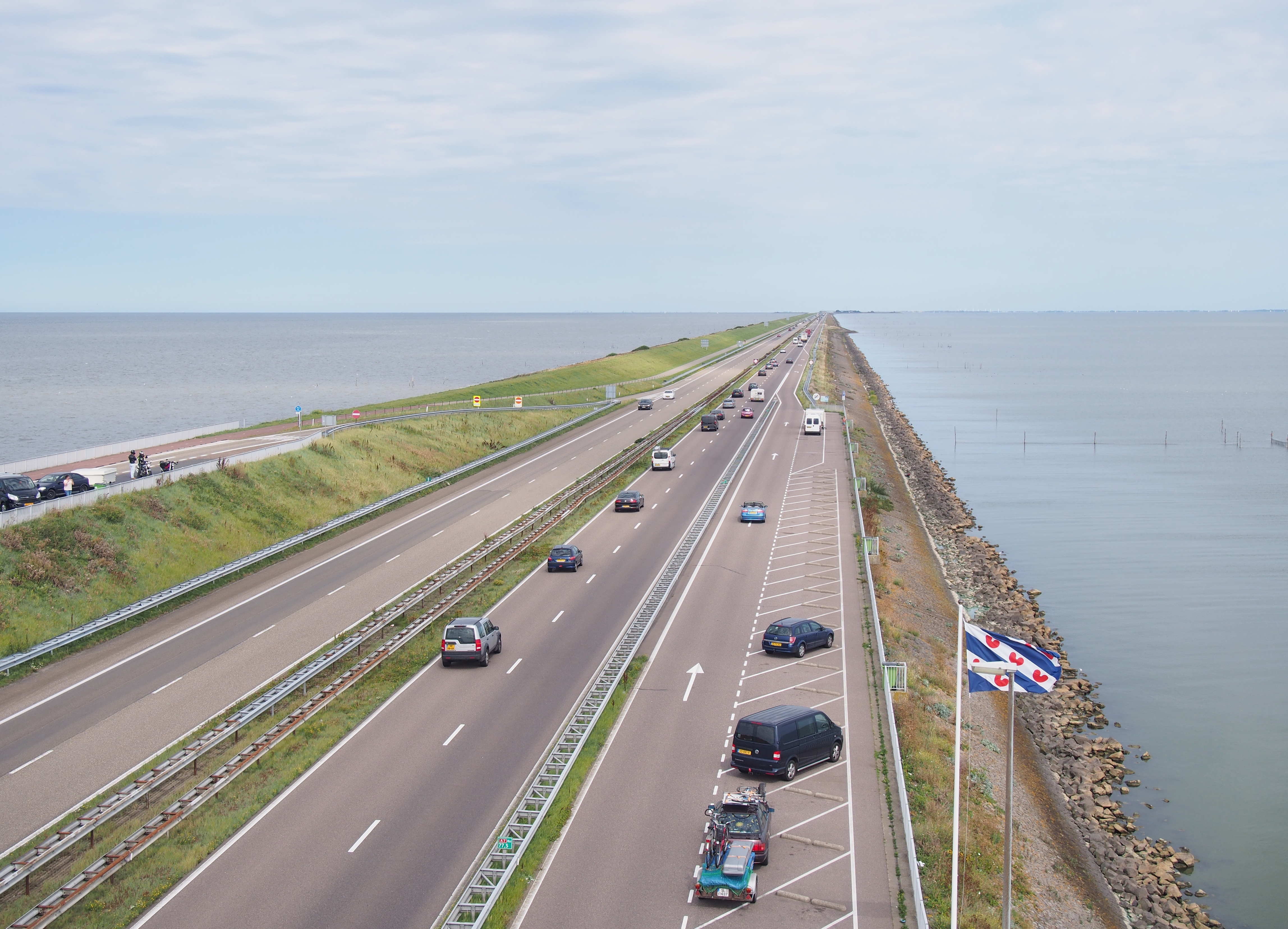
Afsluitdijk

Afsluitdijk är en 32 km lång och ca 90 meter bred dammbyggnad/vall (färdigställd 1932, invigd i september 1933) i norra Nederländerna som skiljer Nordsjön från IJsselmeer, den insjö som uppstod när havsviken Zuiderzee separerades från Nordsjön. 
Redan 1891 arbetade ingenjör Cornelis Lely fram planerna och när han senare blev minister (1913) togs planerna upp i regeringsförklaringen och arbetet kunde påbörjas 1920. Mycket av arbetet utfördes för hand av arbetslösa som kommenderades dit. Afsluitdijk utgör en fundamental beståndsdel av det större projektet Zuiderzeewerken kring Zuidersee. Med tiden beslutade man emellertid att inte torrlägga Markerwaard, en planerad polder. Den sista torrläggningen (Flevoland) blev klar 1968 och där ligger nu en av Nederländernas större städer, Almere, som efter torrläggningen har byggts upp från 0 till drygt 223.000 invånare (2023). Nuförtiden är nämligen behovet av mark för bostäder och arbetsplatser i närheten av Randstad större än behovet av jordbruksmark.
På vallen går en väg (A7/E22) som är av motorvägsstandard hela vägen förutom vid passagen av dammluckorna i vardera änden av vallen. Med jämna mellanrum måste man tappa ur vatten från IJselmeer i havet för att kompensera för vattentillflödet från de floder som mynnar ut i den konstgjorda insjön. På grund av att havsytan stiger och att tillförseln av vatten ur floderna ökar, ska dammen höjas med 2 meter och ett tredje komplex med slussar och dammluckor byggas.